# Lothians (circonscription du Parlement européen)
La circonscription de Lothians est une ancienne circonscription électorale britannique utilisée tous les cinq ans dans le cadre des élections européennes pour désigner, par une élection au suffrage universel direct, un eurodéputé.

## Liste des députés européens
| Élection | Député       | Parti | Parti        |
| -------- | ------------ | ----- | ------------ |
| 1979     | Ian Dalziel  |       | Conservateur |
| 1984     | David Martin |       | Travailliste |
| 1989     | David Martin |       | Travailliste |
| 1994     | David Martin |       | Travailliste |

## Résultats électoraux

### 1979
| Candidats                      | Candidats                      | Partis                         | Voix    | %    | +/− |
| ------------------------------ | ------------------------------ | ------------------------------ | ------- | ---- | --- |
|                                | Ian Dalziel                    | Parti conservateur             | 66 761  | 35,6 |     |
|                                | A.A. Mackie                    | Parti travailliste             | 61 180  | 32,6 |     |
|                                | D.J.D. Stevenson               | Parti national écossais        | 29 935  | 16,0 |     |
|                                | R.L. Smith                     | Parti libéral                  | 29 518  | 15,8 |     |
| Total (Participation : 34,9 %) | Total (Participation : 34,9 %) | Total (Participation : 34,9 %) | 187 394 | 100  |     |

### 1984
| Candidats                      | Candidats                      | Partis                         | Voix    | %    | +/− |
| ------------------------------ | ------------------------------ | ------------------------------ | ------- | ---- | --- |
|                                | David Martin                   | Parti travailliste             | 74 989  | 40,4 | 7,8 |
|                                | I.J. Henderson                 | Parti conservateur             | 49 065  | 26,5 | 9,1 |
|                                | Dickson Mabon                  | Parti social-démocrate         | 36 636  | 19,7 |     |
|                                | D.J.D. Stevenson               | Parti national écossais        | 22 331  | 12,0 | 4,0 |
|                                | L.M. Hendry                    | Parti écologiste               | 2 560   | 1,4  |     |
| Total (Participation : 35,3 %) | Total (Participation : 35,3 %) | Total (Participation : 35,3 %) | 185 581 | 100  |     |

### 1989
| Candidats                      | Candidats                      | Partis                         | Voix    | %    | +/−  |
| ------------------------------ | ------------------------------ | ------------------------------ | ------- | ---- | ---- |
|                                | David Martin                   | Parti travailliste             | 90 840  | 41,3 | 0,9  |
|                                | C.M. Blight                    | Parti conservateur             | 52 014  | 23,6 | 2,9  |
|                                | J. Smith                       | Parti national écossais        | 44 935  | 20,4 | 8,4  |
|                                | Robin Harper                   | Parti vert                     | 22 983  | 10,5 | 9,1  |
|                                | K. Leadbetter                  | Libéraux-démocrates            | 9 222   | 4,2  | 15,5 |
| Total (Participation : 42,0 %) | Total (Participation : 42,0 %) | Total (Participation : 42,0 %) | 219 994 | 100  |      |

### 1994
| Candidats                      | Candidats                      | Partis                              | Voix    | %    | +/− |
| ------------------------------ | ------------------------------ | ----------------------------------- | ------- | ---- | --- |
|                                | David Martin                   | Parti travailliste                  | 90 531  | 44,9 | 3,6 |
|                                | Keith Brown                    | Parti national écossais             | 53 324  | 26,5 | 6,1 |
|                                | P. McNally                     | Parti conservateur                  | 33 526  | 16,6 | 7,0 |
|                                | H.C. Campbell                  | Libéraux-démocrates                 | 17 883  | 8,9  | 4,7 |
|                                | Robin Harper                   | Parti vert                          | 5 149   | 2,6  | 7,9 |
|                                | J. McGregor                    | Parti socialiste de Grande-Bretagne | 637     | 0,3  |     |
|                                | M. Siebert                     | Parti de la loi naturelle           | 500     | 0,2  |     |
| Total (Participation : 38,7 %) | Total (Participation : 38,7 %) | Total (Participation : 38,7 %)      | 201 550 | 100  |     |